# Домінгуш Дуарте
Домінгуш Дуарте (порт. Domingos Duarte, нар. 10 березня 1995, Кашкайш) — португальський футболіст, захисник іспанського клубу «Хетафе».

## Клубна кар'єра
Народився 10 березня 1995 року в місті Кашкайш. Вихованець юнацьких команд футбольних клубів «Ешторіл Прая» та «Спортінг».
У дорослому футболі дебютував 2014 року виступами за команду «Спортінг» Б, в якій провів два сезони. Не пробившись до основної команди «Спортінга», відавався в оренду до «Белененсеша», «Шавіша» та іспанського «Депортіво».
2019 року на умовах повноцінного контракту приєднався до команди «Гранада».
У липні 2022 року, після вильоту «Гранади» з вищого іспанського дивізіону, зумів залишитися в Ла-Лізі, підписавши контракт на 4 роки з клубом «Хетафе».

## Виступи за збірні
2013 року дебютував у складі юнацької збірної Португалії (U-19), загалом на юнацькому рівні взяв участь у 25 іграх, відзначившись одним забитим голом.
2017 року провів одну гру за молодіжну збірну Португалії.